# Wilhelm Eschweiler

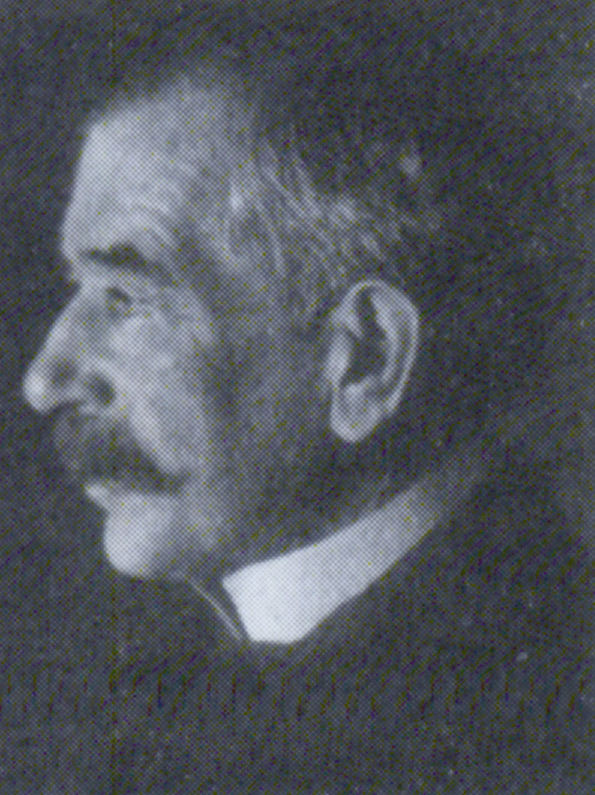
Wilhelm Eschweiler, um 1931

Wilhelm Eschweiler (* 1. Dezember 1860 in Euskirchen; † 21. März 1936) war ein deutscher Chemiker. Er war Professor am Polytechnikum in Hannover.

## Leben
Eschweiler legte die Reifeprüfung (Obersekunda) am Knickebergschen Institut in Telgte ab und absolvierte eine Apothekerlehre in Goch. Darauf war er auf Wanderschaft in Apotheken in Düsseldorf, Frankfurt, Elberfeld, Wiesbaden, Metz und Hamburg und studierte danach Pharmazie an der Universität München mit dem Staatsexamen 1886. Ein Jahr später war er Assistent von Karl Kraut am Anorganischen Institut der TH Hannover. Während dieser Zeit als Assistent in Hannover wurde er 1889 an der Universität Rostock promoviert (Beiträge zur Kenntnis des Formaldehydes). 1892 wurde er Privatdozent für analytische Chemie in Hannover, wobei er auch die Lebensmittelchemie lehrte. 1895 erhielt er den Professorentitel. 1900 bis 1934 war er Dozent für spezielle analytische Chemie und 1921 wurde er außerordentlicher Professor. 1927 bis 1929 war er Oberassistent.
Er befasste sich besonders mit Mineralfarbstoffen, Polythionsäuren und galt als Experte für Sprengstoffe und Schießpulver. Auf letzterem Gebiet war er vielfach als Berater in der Industrie tätig und untersuchte unter anderem das Explosionsunglück (Explosion des Oppauer Stickstoffwerkes) in Ludwigshafen-Oppau 1921. Viele seiner Forschungen wurden in Diplomarbeiten und Dissertationen seiner Schüler veröffentlicht. Einer seiner Schüler war Fritz Strassmann.
Nach ihm und Hans Thacher Clarke ist die Eschweiler-Clarke-Methylierung benannt. Die Arbeit dazu veröffentlichte Eschweiler 1905 (Chem. Ber., Band 38, 1905, S. 880–892) und Clarke 1933. Bisweilen ist sie daher auch nur als Eschweiler-Methode bekannt.

## Schriften
- Ueber die Constitution der Säureamide. In: Berichte der deutschen chemischen Gesellschaft. Bd. 30 (1897), Heft 8
- Ersatz von an Stickstoff gebundenen Wasserstoffatomen durch die Methylgruppe mit Hülfe von Formaldehyd. In: Berichte der deutschen chemischen Gesellschaft. Bd. 38 (1905), Nr. 1.